# Orange Bowl (football américain)
Pour les articles homonymes, voir Orange Bowl.
L'Orange Bowl est un match de football américain de niveau universitaire ayant lieu après la saison régulière.
Il se déroule actuellement (et depuis 1996) au Hard Rock Stadium dans la ville de Miami Gardens en Floride. 
De 1935 à 1937, les matchs avaient lieu au stade Miami Field. Le match fut joué ensuite pendant de nombreuses années au Miami Orange Bowl (1938-1995 et en 1999).
L'Orange Bowl au même titre que le Sugar et le Sun Bowl, est le deuxième plus ancien bowl existant. Le Rose Bowl est le plus ancien puisque joué la première fois en 1902 et ensuite annuellement depuis 1916.
L'Orange Bowl a fait partie des bowls BCS jusqu'en 2014, début du College Football Playoff. Il fut l'hôte de la finale nationale BCS en 2001 et en 2005. 
Depuis la saison 2006, la finale nationale BCS fut considéré comme un événement supplémentaire se déroulant une semaine après le nouvel-an, hébergé, lors d'une rotation prédéfinie annuellement, par un des bowls majeurs. C'est ainsi qu'en 2009, en plus du Rose Bowl se déroulant le 1er janvier, la finale nationale BCS eut également lieu au Sun Life Stadium une semaine plus tard, le 8 janvier.
Depuis 2007, l'Orange Bowl accueille d'office le champion de l'Atlantic Coast Conference (sauf si celui-ci est qualifié pour la finale nationale auquel cas il est remplacé par le #2 de l'ACC). Il est de facto devenu la maison du champion ACC (Home of the ACC Champion).
Le match est actuellement officiellement dénommé le Capital One Orange Bowl ayant succédé au Discover Orange Bowl (la société Discover Financial était devenue en date du 26 août 2010 et pour une durée de 4 ans, le sponsor du nom du bowl). 
De 1989 à 2010, il était dénommé le FedEx Orange Bowl puisque la société FedEx en était le sponsor.

## L'histoire

### Les racines
En 1890, la ville de Pasadena en Californie organisait son premier concours de la Rose Parade pour mettre en valeur la douceur du climat de la ville en opposition aux hivers rudes des villes du Nord. Comme le disait si bien un des organisateurs, « À New York, les gens sont enterrés sous la neige. Ici, nos plantes sont en fleurs et nos orangers sont sur le point de porter leurs fruits. Nous allons organiser un festival pour que le monde découvre notre paradis ». En 1902, un match de football américain fut ajouté aux événements du festival annuel.
En 1926, les dirigeants de la ville de Miami en Floride, décidèrent de faire la même chose et organisent le « Fiesta of the American Tropics » centré sur un match de football américain joué le jour de l'an. Même si cet événement n'eut lieu qu'une seule fois, ces personnes firent revivre cette idée plus tard en organisant le « Palm Festival » avec le slogan « Passez un Noël vert à Miami ».

### Le « Palm Festival Game »
En 1932, George E. Hussey, officiel de la ville de Miami, organisa le premier Festival of Palms Bowl, prémisse de l'Orange Bowl. Hussey et plusieurs édiles de Miami, pensèrent organiser un match similaire au Rose Bowl de Pasadena pour venir en aide aux finances locales et pallier les conséquences négatives de la « Grande Dépression ». Deux matchs furent joués au Moore Park de Miami opposant à chaque fois une équipe invitée à une équipe locale, l'Université de Miami. Lors du premier match joué le 2 janvier 1933, Miami  gagne sur le score de 7 à 0 contre l'équipe de Manhattan College. Le second match se joue le jour de l'an 1934 et Miami est battu sur le score de 33 à 7 par l'Université de Duquesne, coachée par Elmer Layden un des 4 Horsemen de l'équipe de Notre Dame.
La NCAA ne reconnait pas ces deux matchs comme des bowls à part entière parce qu'une des équipes était d'office certaine de jouer indépendamment de ses résultats sportifs. Cependant, vu le succès de ces matchs, les bailleurs de fonds organisèrent un autre match le 1er janvier 1935 sous le nom d'Orange Bowl. Ce match contrairement au Festival of Palms Bowl ne garantissait pas à une équipe d'y participer. L'université de Miami y fut quand même conviée à la suite de ses bons résultats en saison régulière. Pour cette raison, l'Orange Bowl de 1935 fut reconnu plus tard par la NCAA comme un bowl officiel.

### L'ère moderne
L'Orange Bowl fut joué : 
- de 1935 à 1937 : au Miami Field, stade situé au même emplacement que l'actuel stade Miami Orange Bowl[5] ;
- de 1938 à 1996 et en 1999 : au Miami Orange Bowl à Miami ;
- à partir de décembre 1996 : au Sun Life Stadium à Miami Gardens, où il se déroule toujours actuellement.

Comme indiqué ci-dessus, en 1999, le match fut déplacé à l'ancien Miami Orange Bowl parce que les Dolphins de Miami, (équipe professionnelle de NFL), jouait son match de Wild Card Playoff au Sun Life Stadium. Les deux matchs étaient retransmis (par pure coïncidence) par la société de radiodiffusion ABC.
L'Orange Bowl de janvier 1964 (opposant Texas à Alabama) fut le premier à être retransmis en télévision en « prime time » (heure de grande écoute). 

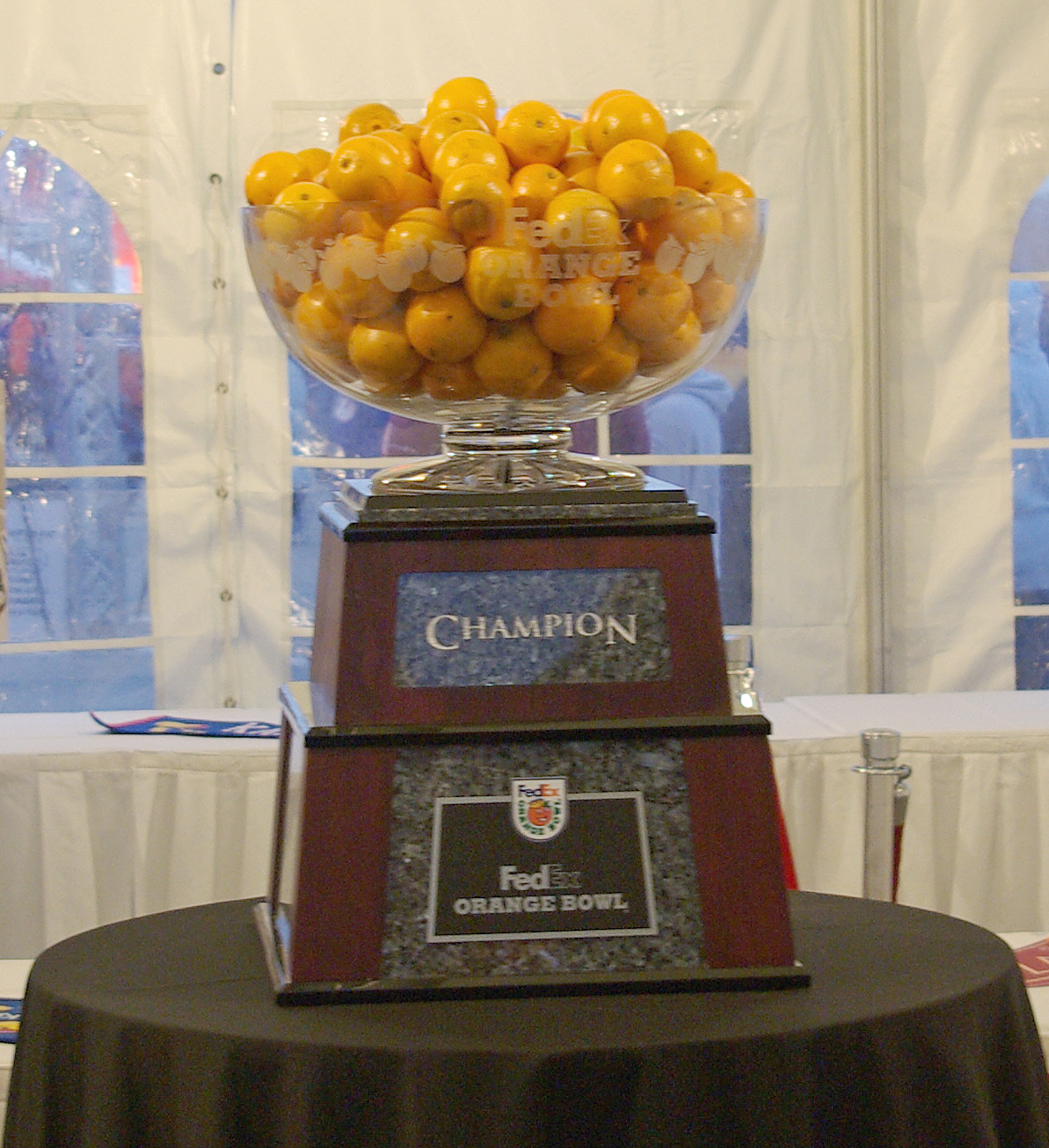
Le trophée de l'Orange Bowl

Depuis 1968, le match accueillait habituellement le champion de l'ancienne conférence Big 8. Lorsqu'en 1996, cette conférence devient la Big 12 (à la suite de l'absorption de quatre équipes de la défunte Southwest Conference (SWC)), le champion de cette nouvelle conférence se lie avec le Fiesta Bowl.
Depuis la création du système BCS en 1998, la sélection des équipes pour l'Orange Bowl est liée aux trois autres bowls BCS.
De 1998 à 2005, l'Orange Bowl accueille le champion soit de l'ACC soit de la Big East à moins que ces équipes ne soient qualifiées pour la finale nationale ou si l'Orange Bowl est lui-même l'hôte de la finale nationale.
À partir de la saison 2006, l'Orange Bowl est uniquement lié avec l'ACC ce qui donnera au stade le surnom de Home of the ACC Champion.
Le système BCS est également modifié à partir de 2006, à savoir que la finale nationale devient un match supplémentaire aux 4 bowls majeurs (Le Rose, le Fiesta, l'Orange et le Sugar) alors qu'auparavant elle se déroulait à l'occasion d'un de ces bowls. Cette finale se déroule une semaine après les 4 bowls dans un de ces 4 stades en fonction d'une rotation basée sur 4 années.
C'est ainsi qu'en janvier 2009, le Sun Life Stadium sera l'hôte de la finale nationale une semaine après avoir hébergé son traditionnel Orange Bowl.
Le système est de nouveau modifié pour la saison 2014 (finale en 2015) à la suite de l'apparition du système College Football Playoff.

### Naissance du College Football Playoff
Le système du BCS cesse dès la saison 2014-15 à la suite de la mise en place du College Football Playoff.
Les quatre meilleures équipes de la saison régulière sélectionnées par un comité indépendant se rencontreront lors de demi-finales. Les deux vainqueurs se rencontreront lors de la finale nationale, le site de ce match étant désigné après enchères. Les demi finales seront attribuées aux six bowl majeurs retenus et selon un système de rotation de 3 années soit le tout d'abord le Rose Bowl et le Sugar Bowl, ensuite l'Orange Bowl et le Cotton Bowl et finalement le Fiesta Bowl et le Peach Bowl.
C'est lors de la saison 2015-16, l'Orange Bowl accueillera au même titre que le Cotton Bowl une demi-finale nationale. Les prochaines demi-finales sont programmées pour les saisons 2018-19, 2021-22, etc., selon le cycle de 3 années.
Les années où il n'accueillera pas une demi-finale nationale, l'Orange Bowl mettra en présente le champion de l'ACC (si celui-ci est qualifié pour une demi-finale, il sera remplacé par le vice-champion de la conférence) contre le vice-champion de la SEC #2, le vice-champion de la Big Ten #2 ou l'équipe de Notre Dame.

### La parade « King Orange »
De 1936 à 2001, le comité de l'Orange Bowl a aussi sponsorisé une parade dénommée la King Orange Jamboree Parade. À son apogée, cette parade se déroulait traditionnellement le soir du nouvel-an. L'événement était retransmis au niveau national. On pouvait y voir des fanfares, des chars et surtout d'immenses ballons gonflables aux formes les plus originales. Cependant au fil des années, les audiences diminuent et la retransmission télévisée est finalement interrompue en 1997. La parade perdait peu à peu de son charme et de son contenu à la suite aussi de la défection de plusieurs sponsors, les ballons conçus revenant de plus en plus chers. Le comité décide logiquement en 2002 de mettre fin à cette parade.
La première King Orange Jamboree Parade eut lieu la veille de l'Orange Bowl de 1936 avec 30 ballons gonflables ayant coûté 40 000 $ (soit 653 933 dollars actuels).

## Les anciens logos

Sans sponsor (1951-1988)
Sponsor FedEx (1989-2010)
Sponsor Discover (2011-2013)

### Liste des divers Sponsors
- FedEx (1989–2010)
- Discover Financial (2011–2013)
- Capital One (depuis 2014)

### Diverses dénominations du Bowl
- Orange Bowl (1935–88)
- FedEx Orange Bowl (1989–2010)
- Discover Orange Bowl (2011–2013)
- Capital One Orange Bowl (depuis 2014)

## Le palmarès
M.à.j. le 3 décembre 2024
| Dates              | Vainqueurs          | Scores | Finalistes               | Assistances | Conférences       | Notes |
| ------------------ | ------------------- | ------ | ------------------------ | ----------- | ----------------- | ----- |
| 1er janvier 1935   | Bucknell Bison      | 26-0   | Miami                    | 5.134       | Ind - Ind         |       |
| 1er janvier 1936   | Catholic U.         | 20-19  | Mississippi              | 6.568       | ODAC - SEC        |       |
| 1er janvier 1937   | Duquesne Dukes      | 13-12  | Mississippi State        | 9.210       | Ind - SEC         |       |
| 1er janvier 1938   | Auburn              | 60-0   | Michigan State           | 18.972      | SEC - Ind         |       |
| 2 janvier 1939     | Tennessee           | 17-0   | Oklahoma                 | 32.191      | SEC - Big 6       |       |
| 1er janvier 1940   | Georgia Tech        | 21-07  | Missouri                 | 29.278      | SEC - Big 6       |       |
| 1er janvier 1941   | Mississippi State   | 14-07  | Georgetown               | 29.554      | SEC - Ind         |       |
| 1er janvier 1942   | Georgia             | 40-26  | TCU                      | 35.786      | SEC - SWC         |       |
| 1er janvier 1943   | Alabama             | 37-21  | Boston College           | 25.166      | SEC - Ind         |       |
| 1er janvier 1944   | LSU                 | 19-14  | Texas A&M                | 25.203      | SEC - SWC         |       |
| 1er janvier 1945   | Tulsa               | 26-12  | Georgia Tech             | 23.279      | MVC - SEC         |       |
| 1er janvier 1946   | Miami               | 13-06  | Holy Cross Crusaders     | 35.709      | Ind - Ind         |       |
| 1er janvier 1947   | Rice                | 80-0   | Tennessee                | 36.152      | SWC - SEC         |       |
| 1er janvier 1948   | Georgia Tech        | 20-14  | Kansas                   | 59.578      | SEC - Big 6       |       |
| 1er janvier 1949   | Texas               | 41-28  | Georgia                  | 60.523      | SWC - SEC         |       |
| 2 janvier 1950     | Santa Clara Broncos | 21-13  | Kentucky                 | 64.816      | Ind - SEC         |       |
| 1er janvier 1951   | Clemson             | 15-14  | Miami                    | 65.181      | SoCon - Ind       |       |
| 1er janvier 1952   | Georgia Tech        | 17-14  | Baylor                   | 65.839      | SEC - SWC         |       |
| 1er janvier 1953   | Alabama             | 61-06  | Syracuse                 | 66.280      | SEC - Ind         |       |
| 1er janvier 1954   | Oklahoma            | 70-0   | Maryland                 | 68.840      | Big 7 - ACC       |       |
| 1er janvier 1955   | Duke                | 34-07  | Nebraska                 | 68.750      | ACC - Big 7       |       |
| 2 janvier 1956     | Oklahoma            | 20-06  | Maryland                 | 76.561      | Big 7 - ACC       |       |
| 1er janvier 1957   | Colorado            | 27-21  | Clemson                  | 73.280      | Big 7 - ACC       |       |
| 1er janvier 1958   | Oklahoma            | 48-21  | Duke                     | 76.561      | Big 7 - ACC       |       |
| 1er janvier 1959   | Oklahoma            | 21-06  | Syracuse                 | 75.281      | Big 7 - Ind       |       |
| 1er janvier 1960   | Georgia             | 14-0   | Missouri                 | 72.186      | SEC - Big 7       |       |
| 2 janvier 1961     | Missouri            | 21-14  | Navy                     | 72.212      | Big 8 - Ind       |       |
| 1er janvier 1962   | LSU                 | 25-07  | Colorado                 | 68.150      | SEC - Big 8       |       |
| 1er janvier 1963   | Alabama             | 17-0   | Oklahoma                 | 72.880      | SEC - Big 8       |       |
| 1er janvier 1964   | Nebraska            | 13-07  | Auburn                   | 72.647      | Big 8 - SEC       |       |
| 1er janvier 1965   | Texas               | 21-17  | Alabama                  | 72.647      | SWC - SEC         |       |
| 1er janvier 1966   | Alabama             | 39-28  | Nebraska                 | 72.214      | SEC - Big 8       |       |
| 2 janvier 1967     | Florida             | 27-12  | Georgia Tech             | 72.426      | SEC - Ind         |       |
| 1er janvier 1968   | Oklahoma            | 26-24  | Tennessee                | 77.993      | Big 8 - SEC       |       |
| 1er janvier 1969   | Penn State          | 15-14  | Kansas                   | 77.719      | Ind - Big 8       |       |
| 1er janvier 1970   | Penn State          | 10-03  | Missouri                 | 77.282      | Ind - Big 8       |       |
| 1er janvier 1971   | Nebraska            | 17-12  | LSU                      | 80.699      | Big 8 - SEC       |       |
| 1er janvier 1972   | Nebraska            | 38-06  | Alabama                  | 78.151      | Big 8 - SEC       |       |
| 1er janvier 1973   | Nebraska            | 40-06  | Notre Dame               | 80.010      | Big 8 - Ind       |       |
| 1er janvier 1974   | Penn State          | 16-09  | LSU                      | 60.477      | Ind - SEC         |       |
| 1er janvier 1975   | Notre Dame          | 13-11  | Alabama                  | 71.801      | Ind - SEC         |       |
| 1er janvier 1976   | Oklahoma            | 14-06  | Michigan                 | 76.799      | Big 8 - Big 10    |       |
| 1er janvier 1977   | Ohio State          | 27-10  | Colorado                 | 65.537      | Big 10 - Big 8    |       |
| 2 janvier 1978     | Arkansas            | 31-06  | Oklahoma                 | 60.987      | SWC - Big 8       |       |
| 1er janvier 1979   | Oklahoma            | 31-24  | Nebraska                 | 66.365      | Big 8 - Big 8     |       |
| 1er janvier 1980   | Oklahoma            | 24-07  | Florida State            | 66.714      | Big 8 - Ind       |       |
| 1er janvier 1981   | Oklahoma            | 18-17  | Florida State            | 71.043      | Big 8 - Ind       |       |
| 1er janvier 1982   | Clemson             | 22-15  | Nebraska                 | 72.748      | ACC - Big 8       |       |
| 1er janvier 1983   | Nebraska            | 21-20  | LSU                      | 68.713      | Big 8 - SEC       |       |
| 2 janvier 1984     | Miami               | 31-30  | Nebraska                 | 72.549      | Ind - Big 8       |       |
| 1er janvier 1985   | Washington          | 28-17  | Oklahoma                 | 56.294      | Pac 10 - Big 8    |       |
| 1er janvier 1986   | Oklahoma            | 25-10  | Penn State               | 74.178      | Big 8 - Ind       |       |
| 1er janvier 1987   | Oklahoma            | 42-08  | Arkansas                 | 52.717      | Big 8 - SWC       |       |
| 1er janvier 1988   | Miami               | 20-14  | Oklahoma                 | 74.760      | Ind - Big 8       |       |
| 2 janvier 1989     | Miami               | 23-03  | Nebraska                 | 79.480      | Ind - Big 8       |       |
| 1er janvier 1990   | Notre Dame          | 21-06  | Colorado                 | 81.190      | Ind - Big 8       |       |
| 1er janvier 1991   | Colorado            | 10-09  | Notre Dame               | 77.062      | Big 8 - Ind       |       |
| 1er janvier 1992   | Miami               | 22-0   | Nebraska                 | 77.747      | Big East - Big 8  |       |
| 1er janvier 1993   | Florida State       | 27-14  | Nebraska                 | 57.324      | ACC - Big 8       |       |
| 1er janvier 1994 + | Florida State       | 18-16  | Nebraska                 | 81.536      | ACC - Big 8       |       |
| 1er janvier 1995 + | Nebraska            | 24-17  | Miami                    | 81.753      | Big 8 - Big East  |       |
| 1er janvier 1996   | Florida State       | 31-26  | Notre Dame               | 72.198      | ACC - Ind         |       |
| 31 décembre 1996   | Nebraska            | 41-21  | Virginia Tech            | 63.297      | Big 12 - Big East |       |
| 2 janvier 1998^    | Nebraska            | 42-17  | Tennessee                | 74.002      | Big 12 - SEC      |       |
| 2 janvier 1999 ~   | Florida             | 31-10  | Syracuse                 | 67.919      | SEC - Big East    |       |
| 1er janvier 2000 † | Michigan            | 35-34  | Alabama                  | 70.461      | Big 10 - SEC      |       |
| 3 janvier 2001‡    | Oklahoma            | 13-02  | Florida State            | 76.835      | Big 12 - ACC      |       |
| 2 janvier 2002     | Florida             | 56-23  | Maryland                 | 73.640      | SEC - ACC         |       |
| 2 janvier 2003     | USC                 | 38-17  | Iowa                     | 75.971      | Pac 10 - Big 10   |       |
| 1er janvier 2004   | Miami               | 16-14  | Florida State            | 76.739      | Big East - ACC    |       |
| 4 janvier 2005‡    | USC                 | 55-19  | Oklahoma                 | 77.912      | Pac 10 - Big 12   |       |
| 3 janvier 2006†    | Penn State          | 26-23  | Florida State            | 77.773      | Big 10 - ACC      |       |
| 2 janvier 2007     | Louisville          | 24-13  | Wake Forest              | 74.470      | Big East - ACC    |       |
| 3 janvier 2008     | Kansas              | 24-21  | Virginia Tech            | 74.111      | Big 12 - ACC      |       |
| 1er janvier 2009   | Virginia Tech       | 20-07  | Cincinnati               | 73.602      | ACC - Big East    |       |
| 1er janvier 2010   | Iowa                | 24-14  | Georgia Tech             | 66.131      | Big 10 - ACC      |       |
| 3 janvier 2011     | Stanford            | 40-12  | Virginia Tech            | 65.453      | Pac 10 - ACC      |       |
| 4 janvier 2012     | West Virginia       | 70-33  | Clemson                  | 67.563      | Big East - ACC    |       |
| 1er janvier 2013   | Florida State       | 31-10  | Northern Illinois        | 72.073      | ACC - MAC         |       |
| 3 janvier 2014     | Clemson             | 40-35  | Ohio State               | 72.080      | ACC - Big 10      |       |
| 31 décembre 2014   | #12 Georgia Tech    | 49-34  | #7 Mississippi State     | 58 211      | ACC - SEC         | Note  |
| 31 décembre 2015   | #1 Clemson          | 37-17  | #4 Oklahoma              | 67 615      | ACC - Big 12      | Note  |
| 31 décembre 2016   | #11 Florida State   | 33-32  | #6 Michigan              | 67 432      | ACC - Big 12      | Note  |
| 30 décembre 2017   | #6 Wisconsin        | 34-24  | #10 Miami                | 65 326      | Big 10 - ACC      | Note  |
| 31 décembre 2018   | #1 Alabama (13-0)   | 45-34  | #4 Oklahoma (12-1)       | 66 203      | SEC - Big 12      | Note  |
| 30 décembre 2019   | #9 Florida (10-2)   | 36-28  | #24 Virginia (9-4)       | 65 177      | SEC - ACC         | Note  |
| 2 janvier 2021     | #5 Texas A&M (8-1)  | 41-27  | #14 North Carolina (8-3) | 13 137      | SEC - ACC         | Note  |
| 31 décembre 2021   | #3 Georgia (12-1)   | 34-11  | #2 Michigan (12-1)       | 66 839      | SEC - Big 10      | Note  |
| 30 décembre 2022   | #6 Tennessee (10-2) | 31-14  | #10 Clemson (11-2)       | 63 912      | SEC - ACC         | Note  |
| 30 décembre 2023   | #6 Georgia (12-1)   | 63-03  | #4 Florida State (13-0)  | 63 324      | SEC - ACC         | Note  |

+ - Indiques une finale nationale du Bowl Coalition
^ - Indiques une finale nationale du Bowl Alliance
‡ - Indiques une finale nationale du BCS
~ - Match joué au Miami Orange Bowl à la suite du match de playoff de NFL au Sun Life Stadium
† - Indiques qu’il y a eu une(des) prolongation(s)
1. ↑  ODAC = Abréviation de l’ancienne conférence dénommée la Old Dominion Athletic Conference.
2. 1 2 3 4 5 6 7 8 9 10 11   Big 6 (1928 à 1948) devient la Big 7 (1948 à 1957) qui devient la Big 8 (1957 à 1996) et qui elle-même deviendra en 1996 l'actuelle Big 12 à la suite de sa fusion avec la SWC.
3. 1 2 3 4 5 6 7 8  SWC = Abréviation de l’ancienne conférence dénommée la Southwest Conference.
4. ↑  MVC = Abréviation de l’ancienne conférence dénommée la Missouri Valley Conference.
5. ↑  SoCon = Abréviation de l’ancienne conférence dénommée la Southern Conference.

## Les Meilleurs joueurs du Bowl (MVPs)
M.à.j. le 3 décembre 2024
| Saisons | Joué en      | Joueurs          | Équipes       | Postes |
| ------- | ------------ | ---------------- | ------------- | ------ |
| 1941    | Janvier 1942 | Bruce Alford Sr. | TCU           | End    |
| 1964    | Janvier 1965 | Joe Namath       | Alabama       | QB     |
| 1965    | Janvier 1966 | Steve Sloan      | Alabama       | QB     |
| 1966    | Janvier 1967 | Larry Smith      | Florida       | TB     |
| 1967    | Janvier 1968 | Bob Warmack      | Oklahoma      | QB     |
| 1968    | Janvier 1969 | Donnie Shanklin  | Kansas        | HB     |
| 1969    | Janvier 1970 | Chuck Burkhart   | Penn State    | QB     |
| 1969    | Janvier 1970 | Mike Reid        | Penn State    | DT     |
| 1970    | Janvier 1971 | Jerry Tagge      | Nebraska      | QB     |
| 1970    | Janvier 1971 | Willie Harper    | Nebraska      | DE     |
| 1971    | Janvier 1972 | Jerry Tagge      | Nebraska      | QB     |
| 1971    | Janvier 1972 | Rich Glover      | Nebraska      | DG     |
| 1972    | Janvier 1973 | Johnny Rodgers   | Nebraska      | WB     |
| 1972    | Janvier 1973 | Rich Glover      | Nebraska      | DG     |
| 1973    | Janvier 1974 | Tom Shuman       | Penn State    | QB     |
| 1973    | Janvier 1974 | Randy Crowder    | Penn State    | DT     |
| 1974    | Janvier 1975 | Wayne Bullock    | Notre Dame    | FB     |
| 1974    | Janvier 1975 | Leroy Cook       | Alabama       | DE     |
| 1975    | Janvier 1976 | Steve Davis      | Oklahoma      | QB     |
| 1975    | Janvier 1976 | Lee Roy Selmon   | Oklahoma      | DT     |
| 1976    | Janvier 1977 | Rod Gerald       | Ohio State    | QB     |
| 1976    | Janvier 1977 | Tom Cousineau    | Ohio State    | LB     |
| 1977    | Janvier 1978 | Roland Sales     | Arkansas      | RB     |
| 1977    | Janvier 1978 | Reggie Freeman   | Arkansas      | NG     |
| 1978    | Janvier 1979 | Billy Sims       | Oklahoma      | RB     |
| 1978    | Janvier 1979 | Reggie Kinlaw    | Oklahoma      | NG     |
| 1979    | Janvier 1980 | J. C. Watts      | Oklahoma      | QB     |
|         | Janvier 1980 | Bud Hebert       | Oklahoma      | FS     |
| 1980    | Janvier 1981 | J. C. Watts      | Oklahoma      | QB     |
|         | Janvier 1981 | Jarvis Coursey   | Florida State | DE     |
| 1981    | Janvier 1982 | Homer Jordan     | Clemson       | QB     |
|         | Janvier 1982 | Jeff Davis       | Clemson       | LB     |
| 1982    | Janvier 1983 | Turner Gill      | Nebraska      | QB     |
|         | Janvier 1983 | Dave Rimington   | Nebraska      | C      |
| 1983    | Janvier 1984 | Bernie Kosar     | Miami (Fla.)  | QB     |
|         | Janvier 1984 | Jack Fernandez   | Miami (Fla.)  | LB     |
| 1984    | Janvier 1985 | Jacque Robinson  | Washington    | TB     |
|         | Janvier 1985 | Ron Holmes       | Washington    | DT     |
| 1985    | Janvier 1986 | Sonny Brown      | Oklahoma      | DB     |
|         | Janvier 1986 | Tim Lasher       | Oklahoma      | K      |
| 1986    | Janvier 1987 | Spencer Tillman  | Oklahoma      | HB     |
|         | Janvier 1987 | Dante Jones      | Oklahoma      | LB     |
| 1987    | Janvier 1988 | Bernard Clark    | Miami (Fla.)  | LB     |
| 1987    | Janvier 1988 | Darrell Reed     | Oklahoma      | DE     |
| 1988    | Janvier 1989 | Steve Walsh      | Miami (Fla.)  | QB     |
| 1988    | Janvier 1989 | Charles Fryer    | Nebraska      | CB     |

| Saisons | Années        | Joueurs             | Équipes       | Postes |
| ------- | ------------- | ------------------- | ------------- | ------ |
| 1989    | Janvier 1990  | Raghib Ismail       | Notre Dame    | WR     |
| 1989    | Janvier 1990  | Darian Hagan        | Colorado      | QB     |
| 1990    | Janvier 1991  | Charles Johnson     | Colorado      | QB     |
| 1990    | Janvier 1991  | Chris Zorich        | Notre Dame    | NG     |
| 1991    | Janvier 1992  | Larry Jones         | Miami (Fla.)  | RB     |
| 1991    | Janvier 1992  | Tyrone Legette      | Nebraska      | CB     |
| 1992    | Janvier 1993  | Charlie Ward        | Florida State | QB     |
| 1992    | Janvier 1993  | Corey Dixon         | Nebraska      | SE     |
| 1993    | Janvier 1994  | Charlie Ward        | Florida State | QB     |
| 1993    | Janvier 1994  | Tommie Frazier      | Nebraska      | QB     |
| 1994    | Janvier 1995  | Tommie Frazier      | Nebraska      | QB     |
| 1994    | Janvier 1995  | Chris T. Jones      | Miami (Fla.)  | WR     |
| 1995    | Janvier 1996  | Andre Cooper        | Florida State | WR     |
| 1995    | Janvier 1996  | Derrick Mayes       | Notre Dame    | WR     |
| 1996    | Décembre 1996 | Damon Benning       | Nebraska      | RB     |
| 1996    | Décembre 1996 | Ken Oxendine        | Virginia Tech | RB     |
| 1997    | Janvier 1998  | Ahman Green         | Nebraska      | RB     |
| 1998    | Janvier 1999  | Travis L. Taylor    | Florida       | WR     |
| 1999    | Janvier 2000  | David Terrell       | Michigan      | WR     |
| 2000    | Janvier 2001  | Torrance Marshall   | Oklahoma      | LB     |
| 2001    | Janvier 2002  | Taylor Jacobs       | Florida       | WR     |
| 2002    | Janvier 2003  | Carson Palmer       | USC           | QB     |
| 2003    | Janvier 2004  | Jarrett Payton      | Miami (Fla.)  | RB     |
| 2004    | Janvier 2005  | Matt Leinart        | USC           | QB     |
| 2005    | Janvier 2006  | Willie Reid         | FSU           | WR     |
| 2006    | Janvier 2007  | Brian Brohm         | Louisville    | QB     |
| 2007    | Janvier 2008  | Aqib Talib          | Kansas        | CB     |
| 2008    | Janvier 2009  | Darren Evans        | Virginia Tech | RB     |
| 2009    | Janvier 2010  | Adrian Clayborn     | Iowa          | DE     |
| 2010    | Janvier 2011  | Andrew Luck         | Stanford      | QB     |
| 2011    | Janvier 2012  | Geno Smith          | West Virginia | QB     |
| 2012    | Janvier 2013  | Lonnie Pryor        | Florida State | FB     |
| 2013    | Janvier 2014  | Sammy Watkins       | Clemson       | WR     |
| 2014    | Décembre 2014 | Justin Thomas       | Georgia Tech  | QB     |
| 2015    | Décembre 2015 | Deshaun Watson      | Clemson       | QB     |
| 2015    | Décembre 2015 | Ben Boulware        | Clemson       | LB     |
| 2016    | Décembre 2016 | Dalvin Cook         | Florida State | RB     |
| 2017    | Décembre 2017 | Alex Hornibrook     | Wisconsin     | QB     |
| 2018    | Décembre 2018 | Tua Tagovailoa      | Alabama       | QB     |
| 2018    | Décembre 2018 | Xavier McKinney     | Alabama       | S      |
| 2019    | Décembre 2019 | Lamical Perine (en) | Florida       | RB     |
| 2020    | Janvier 2021  | Devon Achane        | Texas A&M     | RB     |
| 2021    | Décembre 2021 | Stetson Bennett     | Georgia       | QB     |
| 2021    | Décembre 2021 | Derion Kendrick     | Georgia       | CB     |
| 2022    | Décembre 2022 | Joe Milton          | Tennessee     | QB     |
| 2023    | Décembre 2023 | Kendall Milton      | Georgia       | RB     |

## Statistiques par Équipes
M.à.j. le 3 décembre 2024
| Rang | Équipes                        | Apparitions | G-(N)-P |
| ---- | ------------------------------ | ----------- | ------- |
| 1    | Sooners de l'Oklahoma          | 20          | 12-8    |
| 2    | Cornhuskers du Nebraska        | 17          | 8-9     |
| 3    | Seminoles de Florida State     | 11          | 5-6     |
| 4    | Hurricanes de Miami            | 10          | 6-4     |
| 5    | Crimson Tide de l'Alabama      | 9           | 5-4     |
| 6    | Yellow Jackets de Georgia Tech | 7           | 4-3     |
| 6    | Tigers de Clemson              | 7           | 4-3     |
| 8    | Nittany Lions de Penn State    | 5           | 4-1     |
| 9    | Bulldogs de la Géorgie         | 5           | 3-2     |
| 10   | Buffaloes du Colorado          | 5           | 2-3     |
| 10   | Tigers de LSU                  | 5           | 2-3     |
| 10   | Fighting Irish de Notre Dame   | 5           | 2-3     |
| 10   | Volunteers du Tennessee        | 5           | 2-3     |
| 14   | Gators de la Floride           | 4           | 4-0     |
| 15   | Tigers du Missouri             | 4           | 1-3     |
| 16   | Wolverines du Michigan         | 4           | 1-3     |
| 16   | Hokies de Virginia Tech        | 4           | 1-3     |
| 18   | Jayhawks du Kansas             | 3           | 1-2     |
| 18   | Bulldogs de Mississippi State  | 3           | 1-2     |
| 20   | Terrapins du Maryland          | 3           | 0-3     |
| 20   | Orange de Syracuse             | 3           | 0-3     |
| 22   | Longhorns du Texas             | 2           | 2-0     |
| 22   | Trojans de l'USC               | 2           | 2-0     |
| 23   | Aggies de Texas A&M            | 2           | 1-1     |
| 23   | Razorbacks de l'Arkansas       | 2           | 1-1     |
| 23   | Tigers d'Auburn                | 2           | 1-1     |
| 23   | Blue Devils de Duke            | 2           | 1-1     |
| 23   | Hawkeyes de l'Iowa             | 2           | 1-1     |
| 23   | Buckeyes d'Ohio State          | 2           | 1-1     |

| Rang | Équipes                                 | Apparitions | G-(N)-P |
| ---- | --------------------------------------- | ----------- | ------- |
| 30   | Bisons de Bucknell                      | 1           | 1-0     |
| 30   | Catholic Cardinals                      | 1           | 1-0     |
| 30   | Dukes de Duquesne                       | 1           | 1-0     |
| 30   | Cardinals de Louisville                 | 1           | 1-0     |
| 30   | Owls de Rice                            | 1           | 1-0     |
| 30   | Broncos de Santa Clara                  | 1           | 1-0     |
| 30   | Cardinal de Stanford                    | 1           | 1-0     |
| 30   | Golden Hurricane de Tulsa               | 1           | 1-0     |
| 30   | Huskies de Washington                   | 1           | 1-0     |
| 30   | Mountaineers de la Virginie-Occidentale | 1           | 1-0     |
| 30   | Badgers du Wisconsin                    | 1           | 1-0     |
| 41   | Bears de Baylor                         | 1           | 0-1     |
| 41   | Tar Heels de la Caroline du Nord        | 1           | 0-1     |
| 41   | Eagles de Boston College                | 1           | 0-1     |
| 41   | Bearcats de Cincinnati                  | 1           | 0-1     |
| 41   | Hoyas de Georgetown                     | 1           | 0-1     |
| 41   | Crusaders de Holy Cross                 | 1           | 0-1     |
| 41   | Wildcats du Kentucky                    | 1           | 0-1     |
| 41   | Spartans de Michigan State              | 1           | 0-1     |
| 41   | Midshipmen de la Navy                   | 1           | 0-1     |
| 41   | Huskies de Northern Illinois            | 1           | 0-1     |
| 41   | Rebels d'Ole Miss                       | 1           | 0-1     |
| 41   | Horned Frogs de TCU                     | 1           | 0-1     |
| 41   | Demon Deacons de Wake Forest            | 1           | 0-1     |
| 41   | Cavaliers de la Virginie                | 1           | 0-1     |

## Statistiques par Conférences
M.à.j. le 1er janvier 2022
| Rang | Conférences  | Nb. de matchs | V - D | % victoires | # d'Équipes | Équipes |
| ---- | ------------ | ------------- | ----- | ----------- | ----------- | --- |
| 1    | Big 8        | 42            | 20–22 | 47,6        | 5           | Oklahoma Sooners (11–5) Nebraska Cornhuskers (6–9) Colorado Buffaloes (2–3) Missouri Tigers (1–3) Kansas Jayhawks (0–2) |
| 2    | SEC          | 40            | 23–17 | 57,5        | 11          | Alabama Crimson Tide (5–4) LSU Tigers (2–3) Georgia Tech Yellow Jackets (3–1) Tennessee Volunteers (2–3) Florida Gators (4–0) Georgia Bulldogs (4–1) Auburn Tigers (1–1) Mississippi State Bulldogs (1–2) Texas A&M (1-0) Kentucky Wildcats (0–1) Ole Miss Rebels (0–1) |
| 3    | Indépendants | 28            | 13–15 | .464        | 15          | Miami Hurricanes (FL) (4–1) Notre Dame Fighting Irish (2–3) Penn State Nittany Lions (3–1) Florida State Seminoles (0–2) Syracuse Orange (0–2) Bucknell Bison (1–0) Catholic Cardinals (1–0) Duquesne Dukes (1–0) Santa Clara Broncos (1–0) Boston College Eagles (0–1) Georgia Tech Yellow Jackets (0–1) Georgetown Hoyas (0–1) Holy Cross Crusaders (0–1) Michigan State Spartans (0–1) Navy Midshipmen (0–1) |
| 4    | ACC          | 29            | 11–18 | 37,9        | 10          | Florida State Seminoles (5–4)* Virginia Tech Hokies (1–2) Maryland Terrapins (0–3) Clemson Tigers (3–3) Duke Blue Devils (1–1) Georgia Tech Yellow Jackets (1–1) Wake Forest Demon Deacons (0–1) Virginia Cavaliers (0–1) Miami Hurricanes (0-1) North Carolina Tar Heels (0-1) |
| 5    | Big East     | 8             | 4–4   | 50          | 6           | Miami Hurricanes (FL) (2–1) Louisville Cardinals (1–0) West Virginia Mountaineers (1–0) Cincinnati Bearcats (0–1) Syracuse Orange (0–1) Virginia Tech Hokies (0–1) |
| 6    | SWC          | 8             | 4–4   | 50          | 6           | Texas Longhorns (2–0) Arkansas Razorbacks (1–1) Rice Owls (1–0) Baylor Bears (0–1) TCU Horned Frogs (0–1) Texas A&M Aggies (0–1) |
| 7    | Big Ten      | 10            | 5-5   | 50          | 5           | Iowa Hawkeyes (1–1) Michigan Wolverines (1–3) Ohio State Buckeyes (1–1) Penn State Nittany Lions (1–0) Wisconsin Badgers (1-0) |
| 8    | Big 12       | 7             | 4–3   | 57,1        | 3           | Nebraska Cornhuskers (2–0) Oklahoma Sooners (1–3) Kansas Jayhawks (1–0) |
| 9    | Pac-12       | 4             | 4–0   | 1.000       | 3           | USC Trojans (2–0) Stanford Cardinal (1–0) Washington Huskies (1–0) |
| 10   | SoCon        | 1             | 1–0   | 1.000       | 1           | Clemson Tigers (1–0) |
| 10   | MVC          | 1             | 1–0   | 1.000       | 1           | Tulsa Golden Hurricanes (1–0) |
| 10   | MAC          | 1             | 0–1   | .000        | 1           | Northern Illinois Huskies (0–1)* |
| 10   | SIAA         | 1             | 0–1   | .000        | 1           | Miami Hurricanes (FL) (0–1) |

1. 1 2 3 4 5 6  En tant que membre de la Big Eight, Oklahoma joua 16 Orange Bowls, Nebraska en joua 15, et Kansas 2. En tant que membre de la Big 12 (après que 4 universités de la Big Eight et les universités de la SWC reformèrent la Big 12), Oklahoma et Nebraska jouèrent chacun dans 2 Orange Bowls de plus et Kansas en joua 1 de plus
2. 1 2 3  L'équipe de Georgia Tech était un membre de la SEC lorsqu'elle joua les Orange Bowls 1940, 1945, 1948 et 1952. L'équipe était membre Indépendant lors de l'Orange Bowl de 1967 et membre de l'ACC lors de l'Orange Bowl de 2010
3. 1 2  Les Aggies du Texas était membres de la SWC lors de l'Orange Bowl 1944 et membres de la SEC lors de l'Orange Bowl 2021.
4. 1 2 3 4  Miami était membre de la SIAA lors de l'Orange Bowl de 1935, membre Indépendant lors de Orange Bowl de 1946, 1951, 1984, 1988 et de 1989, et membre de la Big East pour les Orange Bowls de 1992, 1995 et de 2004
5. 1 2  Penn State était membre Indépendant lors des Orange Bowls de 1969, 1970, 1974 et de 1986 et membre de la Big Ten lors de Orange Bowl de 2006.
6. 1 2  Florida State était membre Indépendant lors des Orange Bowls de 1980 et de 1981 et membre de l'ACC lors des Orange Bowls de 1993, 1994, 1996, 2001, 2004 et de 2006.
7. 1 2  Syracuse était membre Indépendant lors des Orange Bowls de 1953 et de 1959, et membre de la Big East lors de l'Orange Bowl de 1999.
8. 1 2  Virginia Tech était membre de la Big East lors de l'Orange Bowl de 1996 et membre de l'ACC lors des Orange Bowls de 2008, 2009 et 2011.
9. 1 2  Clemson était membre de la Southern Conference lors de l'Orange Bowl de 1951 et membre de l'ACC lors des Orange Bowl de 1957, 1982, 2012 et de 2014 (Clemson était une des 7 universités membre de la SoCon lorsque cette conférence éclata pour reformer l'ACC).

## La retransmission de l'événement au fil des ans
Le réseau ESPN retransmet l'événement depuis la saison 2010-2011 succédant aux réseaux Fox (2007-2010), ABC (1999-2006), CBS (1995-1996) et NBC (1964-1994). L'Orange Bowl et le Fiesta Bowl sont ainsi les deux seuls bowls à avoir été retransmis sur les 4 plus gros réseaux télévisés américains.
Le contrat signé avec ESPN en 2010 portait sur un montant de 500 millions de dollars mais celui-ci incluait les retransmission des matchs du BCS ainsi que celui du Rose Bowl.
En 2013, ESPN Deportes ajoutait la retransmission en langue espagnole du match.
En novembre 2012, ESPN annonçait avoir conclu un accord avec les organisateurs de l'Orange Bowl pour la conservation des droits de retransmission de l'événement jusqu'en 2023 pur une somme annuelle de 55 millions de dollars à partir de la saison 2014-2015. Un accord similaire a été conclu par ESPN avec les organisateurs du Sugar Bowl  pour la même durée.
Le match est également retransmis de façon nationale par ESPN Radio.